# John Krasinski
John Burke Krasinski (Newton, Massachusetts, 20 de octubre de 1979) es un actor, escritor y director estadounidense. Es conocido por interpretar a Jim Halpert, en la serie The Office. En 2018, personificó a Jack Ryan en la serie homónima de la plataforma de streaming, Prime Video.

## Primeros años
Nacido el 20 de octubre de 1979 en Newton, en Boston, Massachusetts. Es el más joven de los tres hijos de María, una enfermera, y del doctor Ronald Krasinski, un internista. Jugó en el mismo equipo de la Liga Menor de béisbol y asistió a la misma escuela secundaria que B. J. Novak, más tarde su compañero en The Office. También es escritor y coproductor profesional de varios episodios de la serie. Krasinski se graduó de la Escuela Secundaria del Sur en 1997 y terminó su carrera académica en la Universidad Brown, donde se graduó, en 2002, como dramaturgo con honores. A continuación, asistió al Instituto Nacional de Teatro en Waterford, Connecticut. A los 17 años fue profesor de inglés en un colegio de Costa Rica.

## Carrera
Comenzó en 2002, como pasante en Late Night, con Conan O'Brien. Su primer papel protagonista lo obtuvo en su escuela secundaria en una obra satírica escrita por B. J. Novak.
Además de su papel en The Office, Krasinski ha realizado varias apariciones en la televisión, como son: Law & Order: Criminal Intent, Without a Trace, Ed, American Dad! (como la voz de una ardilla), así como un episodio de CSI: Crime Scene Investigation.
Sus largometrajes incluyen Kinsey, Jarhead, Duane Hopwood y The Holiday. Tuvo también un cameo en Dreamgirls. Escribió y dirigió una película que adaptaba el libro de David Foster Wallace Brief Interviews with Hideous Men (Entrevistas breves con hombres repulsivos), rodada en el invierno de 2006.
Krasinski aparece en una serie de anuncios para Ask.com que comenzaron en marzo de 2006, así como en un anuncio para la televisión de Apple en abril de 2007.
Tuvo un importante papel en la película License to Wed, con Mandy Moore y Robin Williams. Interpretó a Gedeón en A New Wave y a Brevan en Smilye Face con Anna Faris. Su película Leatherheads (2008) trata sobre el fútbol americano y está ambientada en el año 1920. Krasinski apareció en la revista People en la lista de «Sexy Men Alive» en 2006. Krasinski aparece en carteles y anuncios en línea para Gap para fiesta y ha comenzado a narrar anuncios de televisión de Best Buy. Fue loado luego de que dirigiera A Quiet Place.

## Vida personal

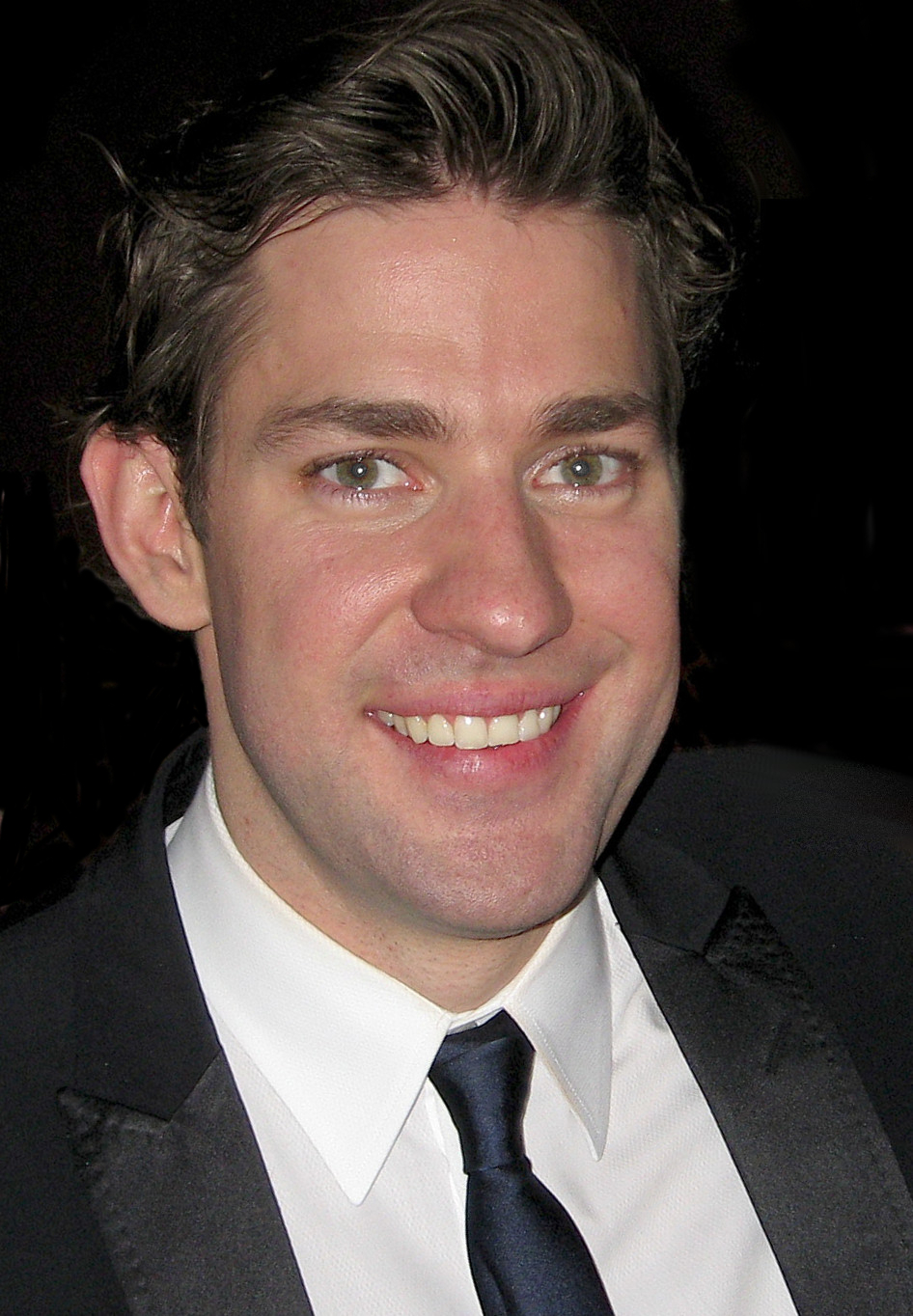
Fotografiado en 2009.

En noviembre de 2008, Krasinski comenzó a salir con la actriz británica Emily Blunt. La pareja se comprometió en agosto de 2009, y se casó el 10 de julio de 2010 en Como, Italia. En septiembre de 2013, se anunció que Blunt y Krasinski estaban esperando su primer hijo. El 16 de febrero de 2014, nació la primera hija de la pareja, Hazel. La noticia fue confirmada por el actor mediante la red social, Twitter  En febrero de 2016 se dio a conocer que la pareja de actores esperan su segundo bebé. El 4 de julio de 2016 el actor confirmó mediante Twitter el nacimiento de su segunda hija a la que llamaron Violet Krasinski. 
Krasinski es concuñado del también actor Stanley Tucci, quien en 2012, se casó con la hermana de Emily, Felicity, quien es agente literaria. Emily fue quien presentó a la pareja.

## Filmografía

### Cine
| Año  | Película                                     | Papel                         | Notas                                         |
| ---- | -------------------------------------------- | ----------------------------- | --------------------------------------------- |
| 2000 | Trece días                                   | Operador de Radio Marítima    | No acreditado                                 |
| 2002 | State and Main                               | Caddy                         |                                               |
| 2002 | Alma Mater                                   | Candidato 1                   |                                               |
| 2002 | Fighting Still Life                          | Tyler                         |                                               |
| 2004 | Kinsey                                       | Ben                           |                                               |
| 2004 | Taxi                                         | Mensajero n.º 3               |                                               |
| 2005 | Duane Hopwood                                | Bob Flynn                     |                                               |
| 2005 | Jarhead                                      | Harrigan                      |                                               |
| 2006 | For Your Consideration                       | Policía                       |                                               |
| 2006 | The Holiday                                  | Ben                           |                                               |
| 2006 | Dreamgirls                                   | Sam Walsh                     |                                               |
| 2006 | Doogal                                       | Voces Adicionales             | Voz                                           |
| 2007 | License to Wed                               | Ben Murphy                    |                                               |
| 2007 | A New Wave                                   | Gideon                        |                                               |
| 2007 | Smiley Face                                  | Brevin Ericson                |                                               |
| 2007 | Shrek tercero                                | Lancelote                     | Voz                                           |
| 2008 | Leatherheads                                 | Carter Rutherford             |                                               |
| 2008 | Brief Interviews with Hideous Men            |                               | Director y escritor                           |
| 2009 | Monsters vs Aliens                           | Cuthbert (voz)                |                                               |
| 2009 | Away We Go                                   | Burt Farlander                |                                               |
| 2009 | It's Complicated                             | Harley                        |                                               |
| 2011 | Something Borrowed                           | Ethan                         |                                               |
| 2011 | The Muppets                                  | Él mismo                      | Cameo                                         |
| 2012 | Nobody Walks                                 | Peter                         |                                               |
| 2012 | Big Miracle                                  | Adam Carlson                  |                                               |
| 2013 | Promised Land                                | Dustin Noble                  |                                               |
| 2013 | Monsters University                          | "Frightening" Frank McCay     | Voz                                           |
| 2013 | Kaze Tachinu                                 | Honjo                         | Voz (doblaje en inglés)                       |
| 2014 | Kahlil Gibran's The Prophet                  | Halim                         | Voz                                           |
| 2015 | Aloha                                        | John "Woody" Woodside         |                                               |
| 2016 | 13 Horas: Los soldados secretos de Bengasi   | Jack Da Silva                 |                                               |
| 2016 | The Hollars                                  | John Hollar                   | Actor, director y productor                   |
| 2017 | Animal Crackers                              | Owen Huntington               | Voz                                           |
| 2017 | Detroit                                      | Attorney Auerbach             |                                               |
| 2018 | A Quiet Place                                | Lee Abbott                    | Actor, director y guionista                   |
| 2021 | A Quiet Place Part II                        | Lee Abbott                    | Actor, director y guionista                   |
| 2022 | Doctor Strange en el multiverso de la locura | Reed Richards / Mr. Fantastic | Actor                                         |
| 2022 | DC League of Super-Pets                      | Clark Kent / Superman         | Voz                                           |
| 2024 | IF                                           | Papá                          | Actor de voz, director, productor y guionista |

### Televisión
| Año       | Programa                                        | Papel                  | Notas                                                     |
| --------- | ----------------------------------------------- | ---------------------- | --------------------------------------------------------- |
| 2003      | Ed                                              | Servidor de proceso    |                                                           |
| 2003      | The Originals, también conocida como Old School | Serie regular          | No se emitió                                              |
| 2004      | Law & Order: Criminal Intent                    | Jace Gleesing          | Temporada 3. Episodio 11: "Mad Hops"                      |
| 2005      | CSI: Crime Scene Investigation                  | Lyle Davis             |                                                           |
| 2005      | Without a Trace                                 | Curtis Horne           |                                                           |
| 2005–2013 | The Office                                      | Jim Halpert            | 9 temporadas                                              |
| 2006      | American Dad!                                   | Gilbert                | Voz de una ardilla                                        |
| 2012      | 30 Rock                                         | Él mismo               | Episodio: «The Ballad of Kenneth Parcell» (no acreditado) |
| 2012      | Head Games                                      | Narrador               |                                                           |
| 2013      | Arrested Development                            | Spyder Foode           | Episodio: «The B. Team»                                   |
| 2014      | Bojack Horseman                                 | Secretariat (voz)      | Episodio: «Later»                                         |
| 2015      | Lip Sync Battle                                 | Él mismo (concursante) | También productor ejecutivo                               |
| 2018–2023 | Jack Ryan                                       | Jack Ryan              | 4 temporadas                                              |